# Сърбия Оупън
Сърбия Оупън (на английски: Serbia Open) е професионален турнир по тенис за мъже от ATP Tour 250, който се провежда в Белград, Сърбия, играе се на открити клей кортове.

## История
Турнирът се провежда за първи път през 2009 г. Той е първия за Сърбия, тъй като страната никога дотогава не е била домакин на турнир на Асоциацията на професионалистите по тенис. Провежда се, като комбинирано събитие за мъже и жени през 2021 г. Това е първия път в историята, когато WTA турнир се провежда в Сърбия. Последното издание се провежда през 2022 г., след което турнирът се премества за период от една година в Баня Лука, Босна и Херцеговина и се преименува на Сръбска Оупън.

## Финали

### Сингъл мъже
| Година    | Шампион        | Финалист        | Резултат                 |
| --------- | -------------- | --------------- | ------------------------ |
| 2023      | Не се провежда | Не се провежда  | Не се провежда           |
| 2022      | Андрей Рубльов | Новак Джокович  | 6 – 2, 6 – 7(4–7),6 – 0  |
| 2021      | Матео Беретини | Аслан Карацев   | 6 – 1, 3 – 6, 7 – 6(7–0) |
| 2013–2020 | Не се провежда | Не се провежда  | Не се провежда           |
| 2012      | Андреас Сепи   | Беноа Пер       | 6 – 3, 6 – 2             |
| 2011      | Новак Джокович | Фелисиано Лопес | 7 – 6(7–4), 6 – 2        |
| 2010      | Сам Куери      | Джон Иснър      | 3 – 6, 7 – 6(7–4), 6 – 4 |
| 2009      | Новак Джокович | Лукаш Кубот     | 6 – 3, 7 – 6(7–0)        |

### Сингъл жени
| Година | Шампион      | Финалист  | Резултат             |
| ------ | ------------ | --------- | -------------------- |
| 2021   | Паула Бадоса | Ана Конюх | 6–2, 2–0, отказва се |